# テンプル準男爵
テンプル準男爵（Temple baronets）は、イギリスの準男爵。テンプル家が叙位された準男爵位は4つあり、イングランド準男爵が2つ、ノヴァスコシア準男爵が1つ、連合王国準男爵位が1つである。

## ストーのテンプル準男爵 (1611年)
バッキンガム州におけるストーのテンプル準男爵（Temple Baronetcy, of Stowe in the County of Buckingham）は、アンドーバー選挙区選出の庶民院議員だった地主トマス・テンプルが1611年9月24日に叙位されたイングランド貴族準男爵位である。曽孫の4代準男爵リチャードは、陸軍元帥まで昇進した陸軍軍人であり、四国同盟戦争などの指揮を執り、1714年10月19日にコバム男爵、1718年5月23日にコバム子爵に叙位されている（いずれもグレートブリテン貴族）。リチャードには子供がないことからこの2つの爵位には妹を特別継承者とする規定がつけられていた。そのためリチャードの死後、コバム子爵位とコバム男爵位が妹に継承される一方、5代準男爵位は初代準男爵に遡った男系分流のウィリアムに継承された。5代準男爵の死後、弟のピーターが6代準男爵、さらにその息子のリチャードが7代準男爵を継承したが、彼に子供がなかったため、彼の死とともに準男爵位は休止(dormant)となった。その後、外交官ジョン・テンプルが親族の初代バッキンガム侯爵ジョージ・ニュージェント＝テンプル＝グレンヴィルの支持を得て準男爵位を請求しているが、男系子孫であるとの証明ができず認められていない。また彼以外にも男系子孫が生き残っている可能性があり、そのため休止という扱いになっている。
- 初代準男爵サー・トマス・テンプル（英語版） (1567–1637)
- 2代準男爵サー・ピーター・テンプル（英語版） (1592–1653)
- 3代準男爵サー・リチャード・テンプル（英語版） (1634–1697)
- 4代準男爵サー・リチャード・テンプル (1675-1749) 
  - 1714年にコバム男爵（英語版）、1718年にコバム子爵に叙位された。
- 5代準男爵サー・ウィリアム・テンプル (1694–1760)
- 6代準男爵サー・ピーター・テンプル (-1761)
- 7代準男爵サー・リチャード・テンプル (1731–1786) 
  - 彼の死後、休止(dormant)

## テンプル準男爵 (1662年)
テンプル準男爵（Temple Baronetcy）は、上記ストーのテンプル準男爵の初代準男爵トマスの次男ジョン・テンプルの次男であり、ノヴァスコシア総督(Governor of Nova Scotia)を務めたトマス・テンプルが1662年7月7日にノヴァスコシア準男爵として叙位されたのに始まるが、子供がなかったため彼一代で廃絶した。
- 初代準男爵サー・トマス・テンプル（英語版） (1614–1674)

## シーンのテンプル準男爵 (1666年)
サリー州におけるシーンのテンプル準男爵（Temple Baronetcy, of Sheen in the County of Surrey）は、上記ストーのテンプル準男爵の初代準男爵トマスの父ジョンの兄弟アンソニーの曽孫であり、外交官・庶民院議員のウィリアム・テンプルが、1665/66年1月31日にイングランド準男爵位として叙位されたのに始まるが、死去時に生存している男子がなかったため、一代で廃絶した。なお彼の甥にあたるヘンリー・テンプルはアイルランド貴族爵位パーマストン子爵に叙位されている
- 初代準男爵サー・ウィリアム・テンプル (1628–1699)

## ザ・ナッシュのテンプル準男爵 (1876年)
ウスター州におけるケンプシーのザ・ナッシュのテンプル準男爵（Temple Baronetcy, of The Nash in Kempsey in the County of Worcester）は、植民地インドの行政官で保守党所属の庶民院議員だったリチャード・テンプルが1876年8月16日に連合王国準男爵として叙位されたのに始まる。彼は上記ストーのテンプル準男爵の第5代準男爵サー・ウィリアム・テンプルの娘ヘンリエッタの曽孫にあたる。現在まで存続している唯一のテンプル準男爵である。
- 初代準男爵サー・リチャード・テンプル（英語版） (1826–1902)
- 2代準男爵サー・リチャード・カーナック・テンプル（英語版） (1850–1931)
- 3代準男爵サー・リチャード・デュランド・テンプル (1880–1962)
- 4代準男爵サー・リチャード・アンソニー・パーベック・テンプル (1913–2007)
- 5代準男爵サー・リチャード・シャルティエ・カーナック・テンプル (1937-)
  - 推定相続人は現当主の弟アンソニー・セント・ジョージ・テンプル (1941-)
    - その法定推定相続人は息子ニコラス・クリストファー・リー・テンプル (1986-)